# Omiai
Omiai (japanisch お見合い, dt. „einander betrachten“) bzw. Miai (見合い, das „O“ ist ein Honorativpräfix) ist die japanische Tradition der Ehevermittlung bzw. deren Durchführung. Da es immer auf Initiative oder zumindest mit Einverständnis der zukünftigen Ehepartner geschieht, kann nicht von einer Zwangsheirat gesprochen werden. Vielfach gibt es mehrere Omiai, ehe es zu einer Eheschließung kommt.
Besonders im ländlichen Japan sind unverheiratete Frauen, die älter als 25 Jahre sind, und Männer, die auf die 30 zugehen, einem starken gesellschaftlichen Druck ausgesetzt, ein Omiai zumindest zu versuchen. Vor allem die Eltern drängen diese sog. „liegengebliebenen Weihnachtskuchen“ (die nach dem 25. keiner mehr haben will) zu einer baldigen Partnerwahl, um noch zu Lebzeiten Enkel zu bekommen. Auch unter Berücksichtigung dieses Wunsches stimmen manche junge Japaner einem Omiai zu.

## Entwicklung
Omiai entstanden, als sich während der Meiji-Restauration gegen Ende des 19. Jahrhunderts in Japan die Vorstellung entwickelte, dass Liebe eine Rolle bei der Wahl eines Ehepartners spielen sollte. Zuvor waren durch das Familienoberhaupt arrangierte Ehen üblich.

## Ablauf
Organisiert wird ein Omiai durch einen Vermittler – üblicherweise eine ältere Frau, die dies semiprofessionell betreibt. Interessierte Kandidaten reichen ein Kurzprofil (Alter, Beruf, Hobbys, ein Foto) ein und erhalten eine Auswahl von Profilen potenzieller Partner. Bei gegenseitigem Interesse wird das eigentliche Omiai anberaumt, üblicherweise ein Abendessen in einem Hotel oder Restaurant, bei dem neben den Kandidaten auch deren Eltern und der Vermittler anwesend sind.
Falls danach kein Interesse an einem näheren Kennenlernen besteht, sollte dies dem Vermittler unverzüglich mitgeteilt werden. Eine solche Ablehnung stellt keinen Affront dar, muss aber möglichst höflich formuliert werden. Andernfalls wird ein erstes Treffen der Partner ohne Begleitung arrangiert, die so eine relativ normale Partnerschaftsbeziehung eingehen. Traditionell wird erwartet, dass bis zum Beginn der eigentlichen Heiratsvorbereitungen mindestens ein halbes Jahr gewartet wird. In dieser Zeit kann die Beziehung immer noch beendet werden, falls sich herausstellt, dass die Partner doch nicht zueinander passen.
Ein Omiai kann statt durch einen Vermittler auch durch die Eltern selbst, durch Freunde oder den Vorgesetzten in der Firma durchgeführt werden.